# Chemin-d’Aisey
Chemin-d’Aisey – miejscowość i gmina we Francji, w regionie Burgundia-Franche-Comté, w departamencie Côte-d’Or.
Według danych na rok 1990 gminę zamieszkiwało 80 osób, a gęstość zaludnienia wynosiła 9 osób/km² (wśród 2044 gmin Burgundii Chemin-d’Aisey plasuje się na 830. miejscu pod względem liczby ludności, natomiast pod względem powierzchni na miejscu 993.).